# Thibaut Courtois
Thibaut Nicolas Marc Courtois (født 11 maj 1992) er en belgisk fodboldspiller, der spiller som målmand for Real Madrid C.F. og det belgiske landshold.

## Klubkarriere

### Ungdomskarriere
Courtois begyndte sin karriere ved ungdomsholdet Bilzen VV, hvor han startede som venstre back. 2 år efter, i 1999, kom han til Racing Genk som bare 7 årig, og det var der, at han startede med at spille som målmand.

### Racing Genk
Efter at have spillet for en masse af Genks ungdomshold, fik Courtois førsteholdsdebut den 17 april 2009 imod Gent. Han var en af nøglespillerne, da Racing Genk vandt det belgiske mesterskab i sæsonen 2010-2011.

### Chelsea
Den 14 juli 2011, accepterede Genk et bud fra den Engelske Premier League-klub Chelsea for Courtois. Den 26 juli 2011, bekræftede Chelsea på deres hjemmeside at transferen af Courtois var fuldendt, og at han havde skrevet en 4-årig kontrakt med klubben.

### Atlético Madrid
Den 26 juli 2011, blev Courtois udlejet til den spanske La Liga-klub Atlético Madrid. Courtois fik trøje nummer 13, som sidst var blevet brugt af David de Gea, før han skiftede til Manchester United. Han spillede på leje hos spanierne i hele tre år, inden han i sommeren 2014 vendte hjem til Chelsea.

## Landshold
Courtois står (pr. juli 2014) noteret for 22 kampe for Belgiens landshold. Han debuterede for holdet 15. november 2011 i et opgør mod Frankrig. Han var en del af det belgiske hold der nåede kvartfinalerne ved VM i 2014 i Brasilien.

## Titler
Belgiske Pro League
- 2011 med Racing Genk

Belgiens pokalturnering
- 2009 med Racing Genk

La Liga
- 2014 med Atlético Madrid

Copa del Rey
- 2013 med Atlético Madrid

UEFA Europa League
- 2012 med Atlético Madrid

UEFA Super Cup
- 2012 med Atlético Madrid

Barclays Premier League
- 2015 med Chelsea F.C.
- 2017 med Chelsea F.C.

Real Madrid
La Liga: 2019–20,2021–22
Copa del Rey: 2022–23
Supercopa de España: 2019–20, 2021–22
UEFA Champions League: 2021–22
UEFA Super Cup: 2022
FIFA Club World Cup: 2018